# Marphysa quadrioculata
Marphysa quadrioculata är en ringmaskart som först beskrevs av Grube 1856.  Marphysa quadrioculata ingår i släktet Marphysa och familjen Eunicidae. Inga underarter finns listade i Catalogue of Life.